# Go Off!
Go Off! è il secondo album dei Cacophony, pubblicato nel 1988.
Questo album segna il secondo ed ultimo capitolo della storia del gruppo, dato che Jason Becker entrerà nel gruppo di David Lee Roth mentre Marty Friedman verrà reclutato nei Megadeth.

## Tracce
1. X-Ray Eyes – 5:09
2. E.S.P. – 6:04
3. Stranger – 3:23
4. Go Off! – 3:45
5. Black Cat – 7:40
6. Sword Of The Warrior – 5:09
7. Floating World – 5:08
8. Images – 3:44

## Formazione
- Jason Becker - chitarra
- Marty Friedman - chitarra
- Deen Castronovo - batteria
- Jimmi O'Shea - basso
- Peter Marrino - voce